# Liechtensteiner Cup 1960/61
Der Liechtensteiner Cup 1960/61 war die 16. Austragung des Fussballpokalwettbewerbs der Herren in Liechtenstein. Der FC Vaduz konnte seinen im Vorjahr gewonnenen Titel erfolgreich verteidigen.

## Teilnehmende Mannschaften
Folgende neun Mannschaften nahmen am Liechtensteiner Cup teil:
| - FC Schaan - FC Schaan II - FC Vaduz - FC Vaduz II - FC Ruggell | - FC Balzers - FC Triesen - FC Triesen II - Eschen |

## 1. Vorrunde
Der FC Balzers, der FC Schaan, der FC Triesen, der FC Vaduz und der FC Vaduz II hatten für diese Runde ein Freilos.
|            | Ergebnis |               |
| ---------- | -------- | ------------- |
| FC Ruggell | 0:1      | FC Triesen II |
| Eschen     | 2:5      | FC Schaan II  |
| FC Balzers | 4:1      | FC Triesen II |

## 2. Vorrunde
Der FC Vaduz hatte für diese Runde ein Freilos.
|               | Ergebnis |             |
| ------------- | -------- | ----------- |
| FC Schaan II  | 0:2      | FC Triesen  |
| FC Triesen II | 0:7      | FC Vaduz II |
| FC Balzers    | 0:4      | FC Schaan   |

## Halbfinale
Vaduz II trat im Halbfinalspiel gegen den FC Vaduz nicht an, sodass dieser kampflos ins Finale einzog.
|           | Ergebnis |             |
| --------- | -------- | ----------- |
| FC Vaduz  | w/o      | FC Vaduz II |
| FC Schaan | 5:2      | FC Triesen  |

## Spiel um Platz 3
Das Spiel um Platz 3 fand am 10. September 1961 in Vaduz statt.
| Datum      |             | Ergebnis |            |
| ---------- | ----------- | -------- | ---------- |
| 10.09.1961 | FC Vaduz II | 6:2      | FC Triesen |

## Finale
Das Finale fand am 10. September 1961 in Vaduz statt.
| Datum      |          | Ergebnis |           |
| ---------- | -------- | -------- | --------- |
| 10.09.1961 | FC Vaduz | 3:0      | FC Schaan |